# Voluta polypleura
Voluta polypleura, tên tiếng Anh: De Marcoi's volute, là một loài ốc biển cỡ trung bình, là động vật thân mềm chân bụng sống ở biển trong họ Volutidae, họ ốc dừa.

## Shell description
The maximum reported shell length for this species is 108 mm.

## Phụ loài
Voluta polypleura có các phân loài sau:
- Voluta polypleura polypleura Crosse, 1876
- Voluta polypleura retemirabilis (Petuch, 1981)

## Hình ảnh

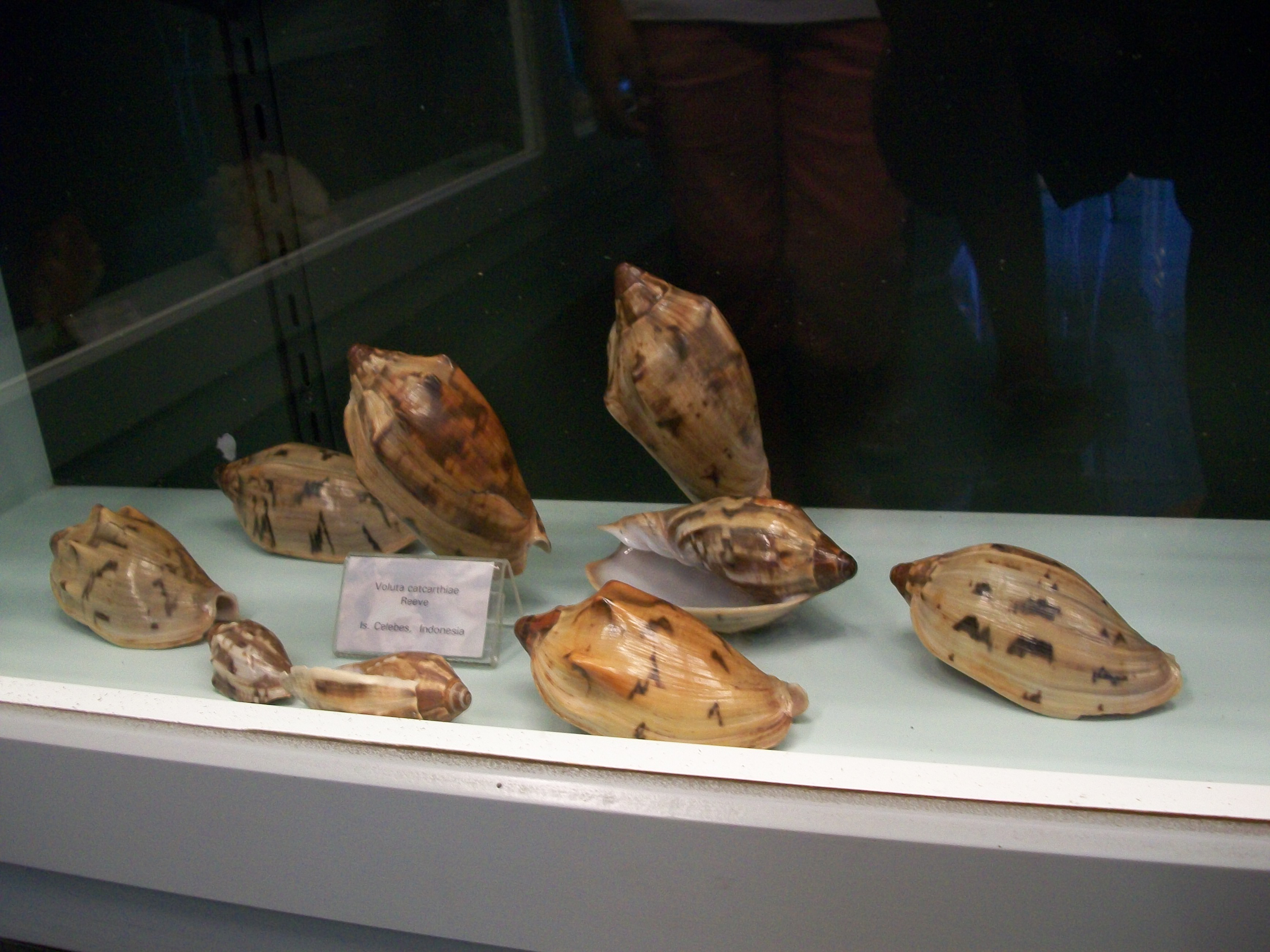
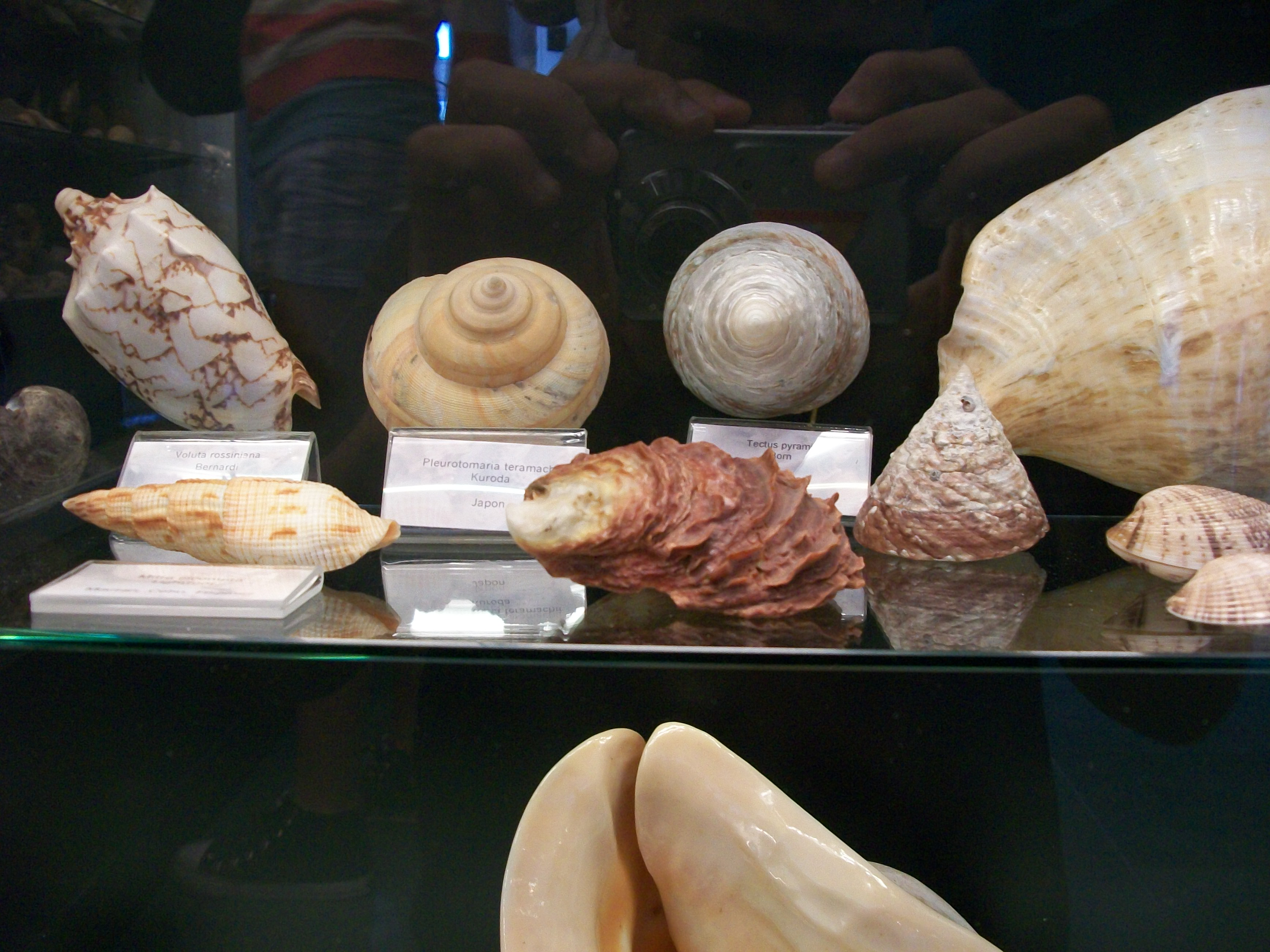
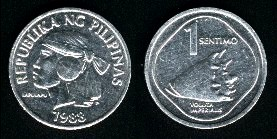
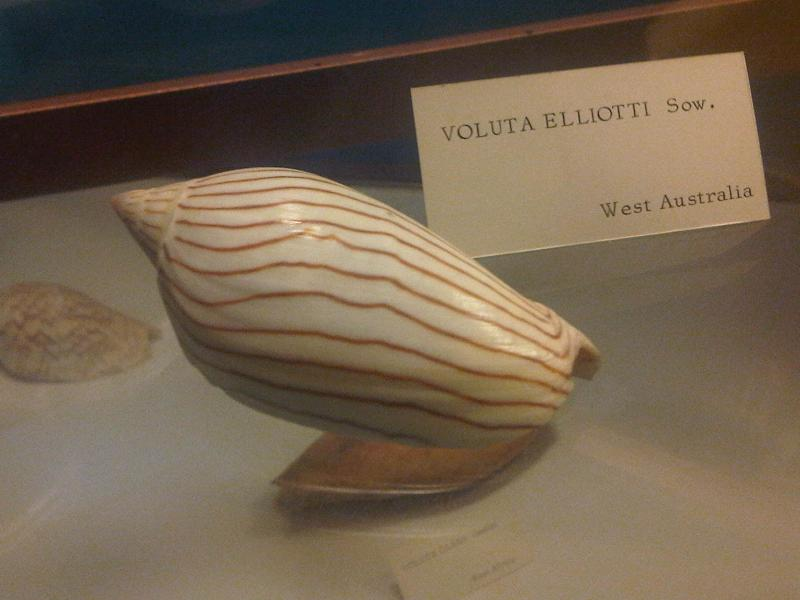